# Friedhof Oberer Friesenberg

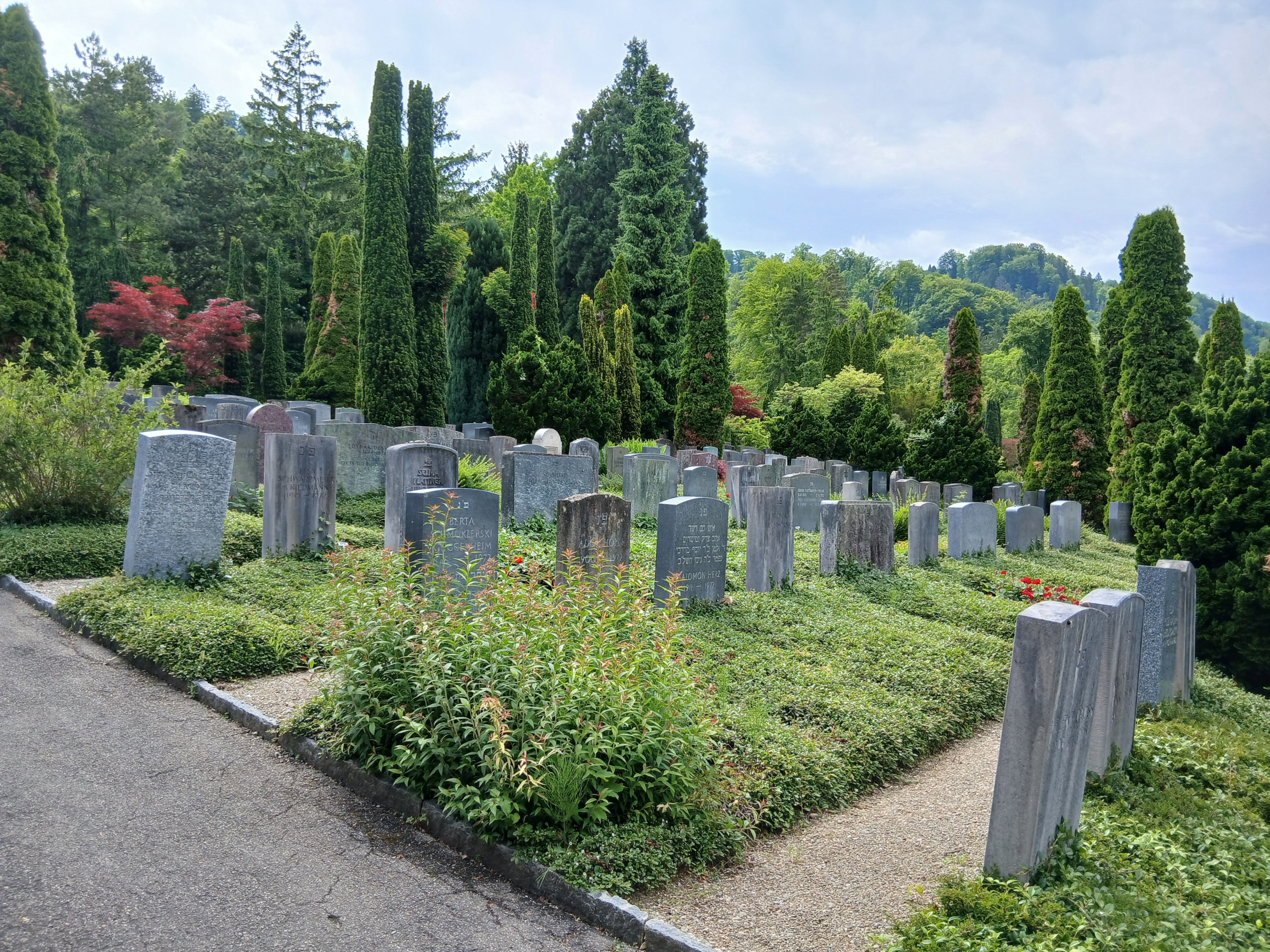
Israelitischer Friedhof Oberer Friesenberg (Mai 2025)

Der Israelitische Friedhof Oberer Friesenberg ist einer der beiden Friedhöfe der Israelitischen Cultusgemeinde Zürich. Er liegt im Quartier Friesenberg im Südwesten Zürichs, an der Friesenbergstrasse gegenüber vom städtischen Friedhof Üetliberg.

## Geschichte
Nachdem der ältere Friedhof Unterer Friesenberg an seine Kapazitätsgrenzen gekommen war, kaufte die Israelitische Cultusgemeinde im Jahr 1925 eine Parzelle gegenüber dem bestehenden Friedhof. Die Stadt jedoch untersagte eine Verwendung des Areals als Friedhof. 1926 fand ein Landtausch statt, der die Basis für den späteren Friedhof Oberer Friesenberg legte. Während ab 1944 die Vorarbeiten für den Bau des Friedhofs liefen, versuchte die Israelitische Kultusgemeinde weiteres Land unterhalb des Areals dazuzukaufen. Dies wurde jedoch von der Stadt Zürich abgelehnt, da dieser Grüngürtel oberhalb der Bauzone von Friesenberg bereits für Familiengärten vorgesehen war. Stattdessen erhielt die Israelitische Cultusgemeinde einen noch höher gelegenen Streifen Land. Zwischen den Familiengärten und dem Friedhofsareal kam der heutige Panoramaweg zu liegen, sodass der später entstandene städtische Friedhof Üetliberg sich ebenfalls an die Höhe des Friedhofs Oberer Friesenberg angleichen musste. 1947–1949 wurde die Friesenbergstrasse für die Erschliessung des neuen jüdischen Friedhofs ausgebaut. 1950–1952 wurde die erste Etappe des Friedhofs erbaut. Die Pläne stammten von Gartenarchitekt Gustav Ammann, das Friedhofsgebäude sollte Architekt Louis Parnes realisieren; als dieser starb, führte sein Mitarbeiter Hans A. Landolt den Bau fort. Am 16. November 1952 wurde der Friedhof eingeweiht. 1988 wurde der Friedhof auf 34’618 Quadratmeter erweitert. Für eine weitere Vergrösserung steht Land ennet dem Hagwiesenweg nordwestlich des bestehenden Friedhofs bereit.

## Areal und Bauten
Hinter dem Eingang des Friedhofs befindet sich die Abdankungshalle aus dem Jahr 1952. Sie besitzt auch Räume für die rituelle Waschung (Tahara). Die Buntglasfenster der Abdankungshalle wurden von der Künstlerin Régine Heim-Freudenreich gestaltet. Von der Halle wird der ganze Friedhof durch verschiedene Wege erschlossen. Das untere Friedhofsareal ist freier gestaltet, indem die Wege weniger einheitlich gestaltet sind. Der ganze Friedhof wird durch immergrüne Deckpflanzen der Gräber, durch rundlich geschnittene Thujen und Eiben sowie durch die dichte Umfriedung mit Tannen, Fichten und Föhren geprägt. Bei der Abdankungshalle bildet ein Portikus eine Art inneres Portal des Friedhofs. Dahinter befindet sich ein Forum, auf dem sich die Besucher versammeln können. Hier steht auch ein Mahnmal, das an die Opfer des Nationalsozialismus erinnert. Dieser Kalksteinkubus wurde von Susi Guggenheim-Weil gestaltet. Von ihr stammt auch ein Fries im Vorraum des Abdankungsgebäudes, der sich an den Portikus anschliesst.

## Grabstätten bedeutender Persönlichkeiten
Der Friedhof Oberer Friesenberg ist die letzte Ruhestätte von:
- Hermann Levin Goldschmidt, 1914–1998, Philosoph
- Kurt Hirschfeld, 1902–1964, Dramaturg und Theaterleiter
- Mascha Kaléko, 1907–1975, Dichterin
- Otto Klemperer, 1885–1973, Dirigent
- Erwin Leiser, 1923–1996, Publizist und Regisseur
- Albert Pulmann, 1893–1965, Schauspieler
- Margarete Susman, 1872–1966, Journalistin und Dichterin
- Jacob Taubes, 1923–1987, Philosoph
- Jakob Teichman, 1915–2001, Rabbiner der Israelitischen Cultusgemeinde
- Sigi Feigel, 1921–2004, Rechtsanwalt, Ehrenpräsident der Israelitischen Cultusgemeinde